# Klaviersonate Nr. 26 (Beethoven)
Ludwig van Beethovens Klaviersonate Nr. 26 in Es-Dur op. 81a, häufig nur Les Adieux genannt, entstand in den Jahren 1809 und 1810 und wurde 1811 in Leipzig gedruckt. Ihr programmatischer Anlass war die Flucht Erzherzog Rudolfs, des bedeutenden Förderers und Freundes des Komponisten, vor den napoleonischen Truppen aus Wien.
Mit seinen außermusikalischen Bezügen und Programmüberschriften kann das Werk im Sonaten-Œuvre des Komponisten als Ausnahme betrachtet werden. Der bei Beethoven mehrfach festzustellende Einfluss poetischer Ideen wird in ihm direkt greifbar.

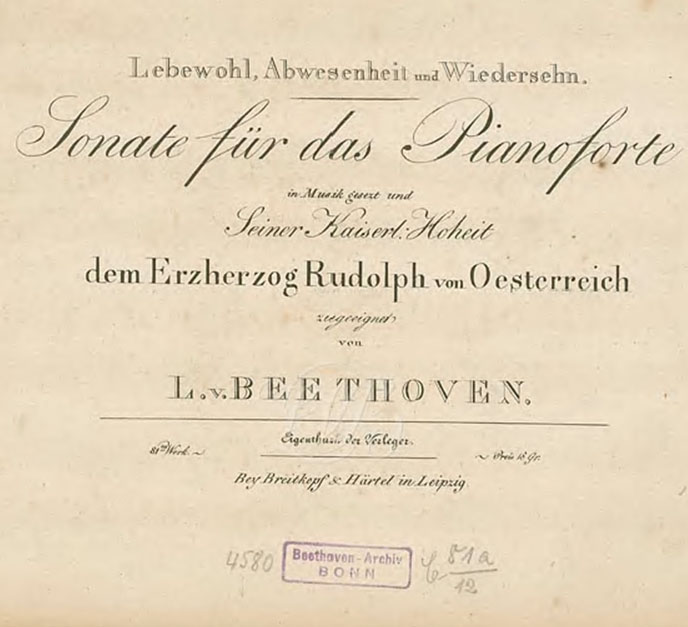
Titelblatt der Erstausgabe 1811

## Aufbau
Allen drei Sätzen ist ein Motto vorangestellt, das ihren Charakter bestimmt und – wie in der Pastorale – die programmatische Orientierung verdeutlicht: Abschied, Abwesenheit und Wiederkehr.

### Erster Satz: Das Lebewohl

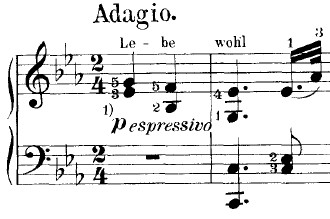
Die ersten zwei Takte der Sonate, die Beethoven mit den Silben Le - be - wohl überschrieb.

Adagio/Allegro, c-Moll/Es-Dur/2/4-Takt/alla breve
Wie in einigen anderen Klaviersonaten Beethovens – etwa der Pathétique – beginnt das Werk mit einer langsamen, aus sechzehn Takten bestehenden Einleitung im Adagio-Tempo, die durch das absinkende Lebewohl-Motiv eröffnet wird, welches auch den folgenden Sonatenhauptsatz prägt. Während es dort zum Kern des zweiten Themas wird, zeigt sich das „auftaktige Quartintervall“ des zweiten Taktes als bestimmender Impuls des ersten Themas ab Takt 17. Das Lebewohl-Motiv kann in unterschiedlichen Ableitungen und Umformungen auch an vielen anderen Stellen des ersten Satzes wiedergefunden werden, so am Ende der Exposition und mehrfach in der Durchführung, in der es – nun in ganzen, statt Viertelnoten und im Wechsel oder in Kombination mit dem Kernmotiv des ersten Themas – in immer fernere Tonarten transponiert wird.

#### Adagio
Das aus sogenannten Hornquinten bestehende und somit einen Hörnerklang imitierende Abschiedsmotiv endet bereits im zweiten Takt überraschend im ernst-resignativen Trugschluss c-Moll, hervorgerufen durch die C-Oktave der linken Hand. Siegfried Mauser schreibt dazu: „Der Sachverhalt von Abschied und Ende, durch die konventionelle Schlussfloskel repräsentiert, wird damit zugleich affektiv überhöht und emotional vermittelt.“
Nach Jürgen Uhde wird die Grundidee des Abschiednehmens in der Einleitung nicht nur durch die ernste Stimmung und ruhige Ergebenheit dieses Adagios ausgedrückt. Auch die Harmonik werde für die Gestaltung des Abschieds – im Sinne einer zunehmenden Entfernung – in Anspruch genommen. Denn bei der Wiederholung des Lebewohl-Motivs ab Takt 7 öffnen sich völlig unerwartete harmonische Bezirke: Statt in der Tonika beginnt die Abschiedsformel nun mit einem verminderten Septakkord, der sich entgegen der zu erwartenden Auflösung nach f-Moll überraschend zum Dominantseptakkord der Grundtonart wendet, dann aber nicht – wie erwartet – zur Tonika geführt wird, sondern zur Untermediante Ces-Dur, womit sich Beethoven sehr weit vom tonartlichen Ursprung entfernt.

#### Allegro
Auf das chromatisch reich modulierende Adagio folgt (attacca) ab Takt 17 der Allegro-Hauptteil des ersten Satzes, dessen feuriger Charakter in unerwartetem Kontrast zur ernsten Stimmung des Adagios zu stehen scheint. Das lebhafte Kopfmotiv könnte statt Trauer über die Abreise des Freundes eher gute Wünsche und lebhaftes Winken zum Ausdruck bringen, wobei allerdings die chromatisch abfallenden Unterstimmen der linken Hand mit ihren Seufzermotiven eine schmerzliche Komponente beimischen und den fröhlichen Eindruck in Frage stellen.

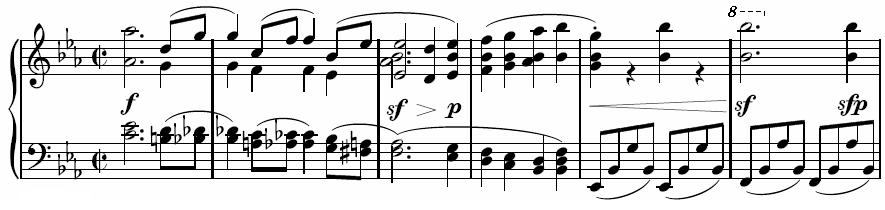
Das erste Thema des Allegros, Takte 17–22

Das über acht Takte sich entfaltende Thema kann als eine zweifache Wellenbewegung betrachtet werden. Das rhythmisch markante, sehr lebhafte Ab und Auf der ersten vier Takte wird im nächsten Viertakter in umgekehrter Folge fortgesetzt. Die ausladende Achtel-Begleitung der linken Hand unterstreicht den Gestus ab Takt 21. Die Melodie entfaltet sich kraftvoll-dynamisch über eine plötzliche Crescendo-Entwicklung von piano bis zum Sforzato zweier Oktavsprünge zum hohen B mit abschließender Abwärtsbewegung.
Bemerkenswert ist die ab Takt 162 beginnende Coda, die mit 94 Takten im Vergleich zur nur 40 Takte umfassenden Durchführung erstaunlich lang ist.
Sie beginnt mit dem Hauptthema und zitiert schon ab Takt 181 den charakteristischen Terzfall des Abschiedsmotivs, das erneut in ganzen Noten erscheint und sich mehrfach imitatorisch überlagert. In Takt 197 wiederholt Beethoven dolce das Motiv in der hornklangartigen Ursprungsnotation des Sonatenbeginns, figuriert von gebrochenen Akkorden und Läufen der Linken.
Am Ende der poetischen Coda ab Takt 223 wiederholt Beethoven die Imitation und baut dabei eine Kanon-Episode mit auffallend dissonanten Überschneidungen ein. Hierbei zeigt sich seine Vorliebe für Sekundreibungen: Vorhalt- und Grundnote erklingen gleichzeitig, indem die Hornsignale „der entschwindenden Kutsche“ ineinandergeschoben werden.
Die Coda bildet ein Gegengewicht zum bedeutungsschweren Adagio. Durch die zwei Pole erscheint der erste Satz in einen starken Rahmen gespannt zu sein.
Der immer wieder hinausgezögerte Abschied wird hier zur Formidee. Für Jürgen Uhde „protestiert“ die Coda gegen den Fluss der Zeit, die sie festhalten will.

### Zweiter Satz: Abwesenheit
Andante espressivo, c-Moll, 2/4-Takt
Das kurze Andante steht in der Paralleltonart c-Moll und besitzt zweiteilige Liedform. Mit seiner klagend-schleppenden Motivik, der reichen Ornamentik, den Rezitativen, der rhythmischen Auffächerung des 2/4-Taktes (die bis zu 128-Noten reicht) sowie den jähen, für Beethovens subjektiven Stil typischen dynamischen Ausbrüchen behandelt es die Abwesenheit des Freundes.
Der erste Teil des Themas besteht aus einem Sekund-Terz-Drehmotiv mit punktiertem Rhythmus, das trauernd-fragenden Charakters ist, während der zweite, durch Zweiunddreißigstel-Figurationen eingeleitete Teil mit einer längeren Episode in G-Dur etwas Tröstendes hat.
Das c-Moll erscheint hier als Achse, um die ein Tonartenkreis beschrieben wird, der bis G- und Des-Dur reicht. Diese Labilität erklärt sich aus der Formidee, die „Abwesenheit“ als etwas unruhig Umherschweifendes zu erleben.

### Dritter Satz: Das Wiedersehen
Vivacissimamente, Es-Dur, 6/8-Takt
Das „rauschhaft-virtuose Finale“, in das der zweite Satz unmittelbar überleitet, „drückt schließlich unmissverständlich die überbordende Freude des Wiedersehens aus.“ Es steht ebenfalls in der Form des Sonatenhauptsatzes und beginnt mit einer atemlosen, in zwei Wellen herankommenden Einleitungspassage, in der sich laut Edwin Fischer „der Erwartende dem Rückkehrenden an die Brust wirft.“
Die beiden Themen des Satzes haben es im Strudel der wild vorwärtsdrängenden pianistischen Ereignisse schwer, motivisch fassbare Konturen anzunehmen. Sie sind unprägnant, erscheinen wie „Flugsand“ und treten in ihrer Bedeutung gegenüber dem bewegten Klang zurück, der das Geschehen des Formverlaufs eher bestimmt.
Das erste Thema basiert auf einem schlichten, aus gebrochenen Achteldreiklängen bestehenden Motiv, das in der Folge mehrfach variiert und virtuos umspielt wird. Das anfängliche Piano steigert sich über Forte zum Fortissimo einer lärmend exaltierten Passage mit hämmernden Achteln in der linken und brillanten Sechzehntelfiguren und -läufen in der rechten Hand. Diese schäumende Bewegung wird vorübergehend gestoppt durch eine Reihe von Unisono gespielten Sforzato-Schlägen, die nacheinander durch zwei Dreiklänge auf- und absteigen, zunächst in der Mediante Ges-, dann in F-Dur. Um eine Oktave erhöht folgt eine Variation dieses massiven Klangkomplexes im Piano, die in der linken Hand durch repetierte Achtelakkorde und in der rechten durch lebhaft-spritzige Vorschläge geprägt ist. Ab Takt 53 schließt sich das zweite Thema in B-Dur an, das von einem Triller der rechten Hand begleitet wird und als Dialog zweier Hauptstimmen auftritt.
Nach einer undramatischen, eher ruhig-besinnlichen
Durchführung ab Takt 82, die mit den Bestandteilen beider Themen spielt und fließend in die Reprise übergeht, wendet sich die abschließende Coda zunächst mit einer Verlangsamung des Hauptthemas „nach innen“ und „sehr poetisch [...] ins Zärtliche“. Mit variierenden Auszierungen, einer rhythmischen Verschränkung von Ober- und Unterstimme und einer Ritardando-Wendung im Pianissimo zögert sie den Eintritt der abschließenden Jubelfanfare hinaus, die mit ab- und aufsteigenden gebrochenen Oktaven in der rechten Hand das Werk beendet.

## Biographischer Hintergrund

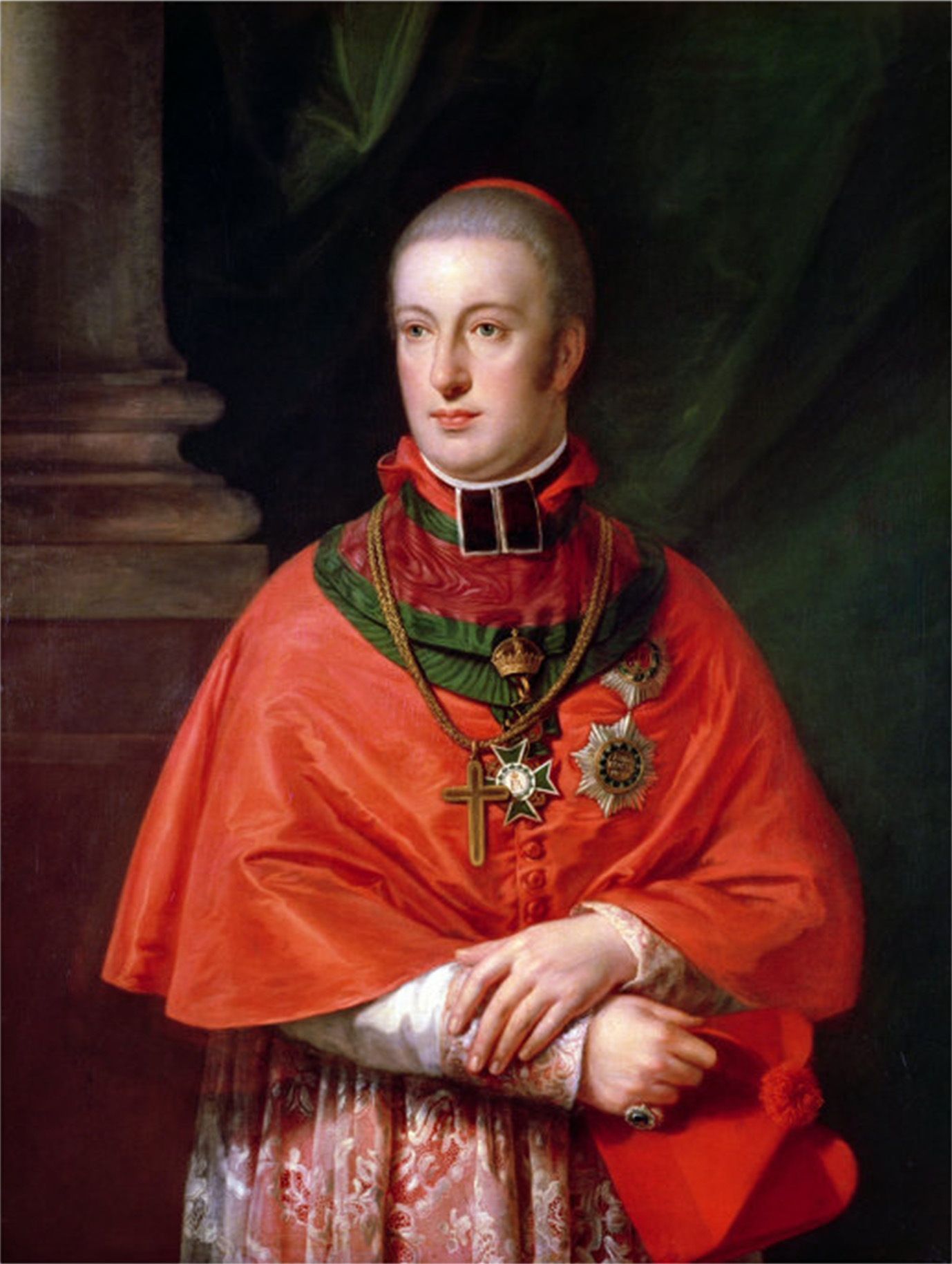
Erzherzog Rudolf von Österreich im Bischofsornat

In wenigen Werken Beethovens ist der biographische Anlass so klar zu erfassen wie in dieser Sonate. Während die Interpreten bei Werken mit deutlich subjektivem Ausdruckswillen – wie der „Mondscheinsonate“ und der Appassionata – gelegentlich mit unterschiedlichen Auslegungen und Erklärungen von sich reden machen, ist die Situation hier weitaus klarer. Die gesamte kaiserliche Familie entschloss sich, vor den herannahenden französischen Truppen nach Ofen (Buda) abzureisen, um neun Monate später zurückzukehren. Der Erzherzog war Schüler, Freund und langjähriger Förderer Beethovens. Wie sehr dieser ihn schätzte, kann den zahlreichen Widmungen entnommen werden, die den Freund von anderen Widmungsträgern deutlich heraushebt.
In einem Brief an den Verlag Breitkopf & Härtel, der auch Exemplare mit französischen Titeln herausgebracht hatte, erklärte Beethoven, das deutsche Wort „Lebewohl“ sei etwas „ganz anderes als Les Adieux“. Es beziehe sich auf eine Person, der man „herzlich“ verbunden sei, während sich der französische Ausdruck an einen unbestimmten Personenkreis richte. Auch aus dieser Erklärung kann auf die freundschaftlichen Gefühle Beethovens gegenüber dem Erzherzog geschlossen werden.
Der erste Satz war im Manuskript folgendermaßen überschrieben: „Das Lebewohl. Wien, am 4. Mai 1809 bei der Abreise Seiner Kaiserlichen Hoheit des verehrten Erzherzogs Rudolph“.
Das verlorene Autograph des Finales trug die Überschrift: „Die Ankunft seiner Kaiserlichen Hoheit des verehrten Erzherzogs Rudolph den 30. Jan. 1810“.

## Interpretationen
Als Namenssonate – etwa in Kombination mit der „Sturm“-, der „Mondschein“- und Waldsteinsonate oder der Appassionata - ist op. 81 a von etlichen Pianisten wie Claudio Arrau, Rudolf Serkin, Solomon, Emil Gilels, Alfred Brendel und Maurizio Pollini bis zu den jüngeren Generationen eingespielt und unterschiedlich gedeutet worden. Wie groß die Unterschiede sein können, geht aus einer Beobachtung Joachim Kaisers hervor, nach der die längste Einspielung des einleitenden Adagios 100, die kürzeste 60 Sekunden dauert. Nach Kaisers Einschätzung spielten Solomon und Bruno Leonardo Gelber den Anfang der Sonate mit „leichter, schmerzlicher Verdunkelung“. Solomon etwa habe die Mollstufe des zweiten Adagio-Taktes mit minimalem, dabei „unvergesslich ausdrucksvollem Zögern“ eingeführt, während Friedrich Gulda dies nicht tat und die Tondramen Beethovens entgegen ihrer Intention und ohne Psychologie gespielt habe. Gulda neige bis zur Selbstverleugnung dazu, das Metrum durchzuhalten.

## Besonderheiten und Bedeutung
In dieser recht häufig gespielten Sonate, die Beethoven als „Sonate caractérisque“ bezeichnete, verbindet er das erste Mal ein musikalisches Motiv – die drei einleitenden Klänge – mit einem aus drei Silben bestehenden Wort: „Le-be-wohl!“ Damit stellt er unmissverständlich einen Bezug der Musik zu einer außermusikalischen Bedeutung her.

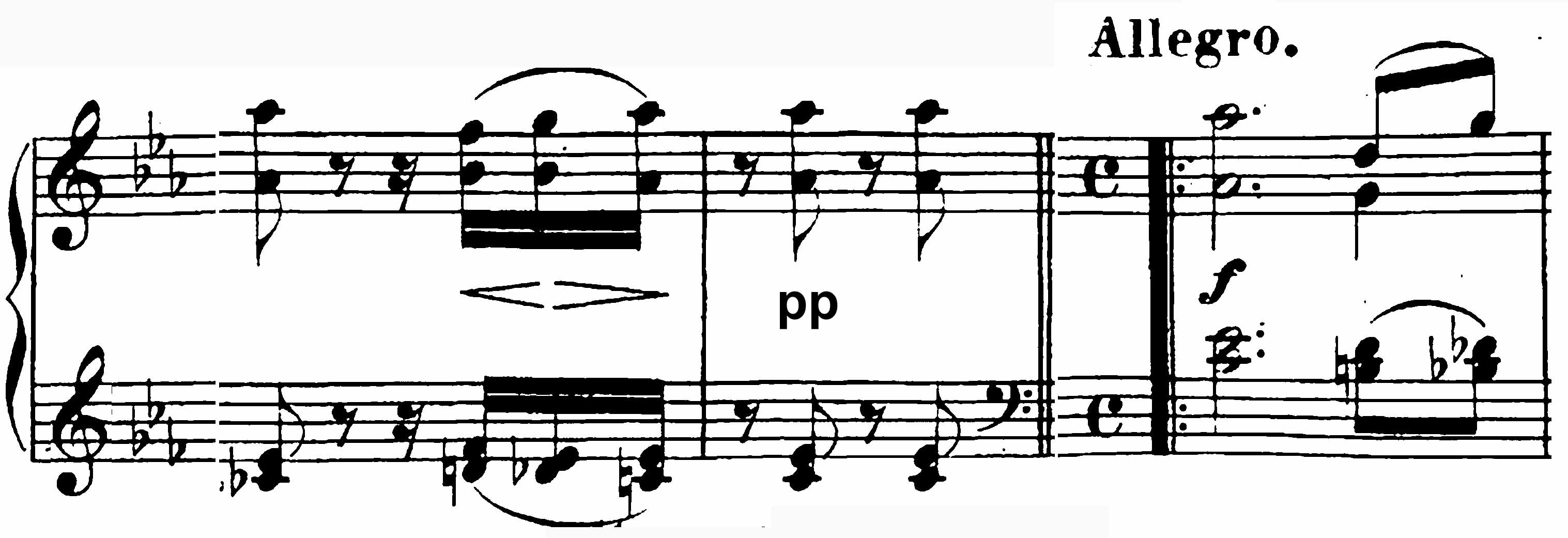
Übergang Adagio-Allegro

### Der schwer gefaßte Entschluß
Beethoven gab dem Finale des letzten Streichquartetts Nr. 16 op. 135 F-Dur von 1826 die Überschrift: „Der schwer gefaßte Entschluß“. Er schrieb unter das Grave: „Muß es sein?“ und unter das folgende Allegro: „Es muß sein! Es muß sein!“.
Dem entspricht – wenn auch ohne Worte – in der Les Adieux-Sonate das Gegenüber von Adagio und Allegro: Die letzten sieben Takte des Adagio sind geprägt von fragenden, durch Pausen unterbrochenen Gesten, die schließlich in zwei zögernden As-Dur-Sextakkorden ausklingen. Der gleiche Akkord gibt im Forte als Anfang des vorwärtsdrängenden Allegro die Antwort: „Es muss sein!“

### Die Dissonanzen in der Coda des ersten Satzes
Die Dissonanzen am Ende der Coda des ersten Satzes, die für Alfred Brendel bereits auf Beethovens neuen Stil hindeuten, führten zu unterschiedlichen Reaktionen und Kommentaren. So ließ der Verleger Ries in einer Neuausgabe die Hälfte der Coda weg, um den „Fehler“ zu vermeiden. Während Edouard Herriot die Dissonanzen als Zeichen aufrichtigen Schmerzes deutet, scheint dieser für Jürgen Uhde hier gerade überwunden. Er erklärt die befremdlichen Klänge als komponierte Nachhalleffekte: Je weiter man sich entferne, umso mehr vermischten sich die Rufe; der Klang gehe feierlich in Glockeneffekte über. Die Stelle wirke wie eine Vorwegnahme des musikalischen Impressionismus.

### Transzendente Bedeutungsaspekte
Einige Rezensenten wie z. B. Jürgen Uhde sind der Meinung, das Werk weise über seinen konkreten Entstehungsgrund hinaus und besitze einen davon unabhängigen und allgemeingültigen ästhetischen Wert. Die Bedeutung der Komposition erschöpfe sich nicht im ausgestalteten Bezug auf den Erzherzog und den fixierten Zeitraum zwischen Abschied und Wiederkehr. Die Phänomene Abschied, Abwesenheit und Wiederkehr würden in allgemeingültiger Weise musikalisch umgesetzt. Nach Uhde bezogen einige Interpreten die dargestellten Grundsituationen im Sinne des Gedichts „Wiederfinden“ aus Goethes West-östlichem Divan mehr auf die zwischen Liebenden und begriffen Trennung und Rückkehr über die menschliche Sphäre hinaus als ein Geschehen „im All“. Hier wie dort solle ein kosmisches Ganzes umfasst werden.

## Anhang